# Полупанов, Виктор Андреевич
Ви́ктор Андре́евич Полупа́нов (род. 1 января 1946, Москва) — советский хоккеист. Нападающий ЦСКА и сборной СССР второй половины 60-х. Олимпийский чемпион 1968. Заслуженный мастер спорта СССР (1967).

## Биография
Начинал играть в хоккей за заводскую команду НПО им. Лавочкина «Новатор» из Химок у тренера Георгия Ивановича Артёмова.
В скором времени был приглашен в ЦСКА, где провел большую часть своей карьеры. Здесь под руководством Анатолия Тарасова было сформировано знаменитое звено Викулов-Полупанов-Фирсов.
Был отчислен из ЦСКА из-за частых нарушений спортивного режима. Состоялся офицерский суд чести, был дисквалифицирован. Работал в студенческом отряде на лесоповале на Печоре. После этого перебрался в Казахстан, в город Ермак — тренировать местную команду. В 1972 году на короткое время вернулся в большой хоккей, к Борису Кулагину в «Крылья Советов» — играл в звене вместе с Сергеем Капустиным и Сергеем Котовым. В апреле 1974 года, в составе калининского СКА МВО стал победителем первенства Вооружённых сил СССР, после чего завершил карьеру хоккеиста.
Переменил множество специальностей — грузчиком в порту, работал в «Медтехнике» механиком, грузчиком в магазине
Работал тренером в СДЮШОР «Динамо» (1974), ездил с командой на финальный турнир первенства Союзa в Нижний Тагил. С 1976 по 1986 годы работал старшим тренером в команде «Москвич» при автозаводе им. Ленинского Комсомола (АЗЛК).
Закончил Государственный центральный ордена Ленина институт физкультуры (ГЦОЛИФК), получил специальность тренера-преподавателя по хоккею.

## Достижения
- Олимпийский чемпион 1968 (7 игр 6 голов);
- Чемпион мира (4): 1966—1968, 1970 (28 игр, 21 гол).
- Чемпион Европы (4): 1966—1968, 1970
- Чемпион СССР (4): 1966, 1968, 1970, 1971
- Серебряный призёр чемпионата СССР (2): 1967, 1969
- Бронзовый призёр чемпионата СССР 1973
  - В чемпионатах СССР Полупанов провёл 293 матча, забил 154 гола.
- Обладатель Кубка СССР (4): 1966—1969. 
  - В 4 розыгрышах турнира забросил 17 шайб.
- Обладатель Кубка европейских чемпионов (2): 1969, 1970 (5 голов).
- Победитель международного турнира «Приз Известий» (3): 1967—1969
- Второй призёр международного турнира «Приз Известий»: 1970
- Победитель «Мемориала Брауна» (Канада) (2): 1965, 1967
- Победитель международного турнира «Столетие Канады»: 1968
- Третий призёр международного турнира «Столетие Канады»: 1967
- Второй призёр Кубка Ахерна[англ.] (в составе молодёжной сборной СССР): 1965[5]
- Победитель турнира на призы газеты «Советский спорт» (4): 1965, 1966, 1968, 1969
- Финалист турнира на призы газеты «Советский спорт» (2): 1967, 1970
- Победитель первенства Вооружённых сил СССР: 1974
- Серебрянный призёр первенства Вооружённых сил СССР: 1969
- Победитель чемпионата СССР среди молодёжи (2): 1964, 1965
- Награждён медалью «За трудовую доблесть» (1968).

### Статистика
Статистические данные приведены на основе хоккейных энциклопедий.
|                                           |                                           |                                           | Регулярные турниры | Регулярные турниры | Регулярные турниры | Регулярные турниры | Регулярные турниры | Регулярные турниры |
| Сезон                                     | Команда                                   | Турнир                                    | Игры               | Голы               | Пасы               | Очки               | Штраф              |                    |
| ----------------------------------------- | ----------------------------------------- | ----------------------------------------- | ------------------ | ------------------ | ------------------ | ------------------ | ------------------ | ------------------ |
| 1963-64                                   | ЦСКА Москва                               | СССР                                      | ?                  | 2                  |                    |                    |                    |                    |
| 1964-65                                   | ЦСКА Москва                               | СССР                                      | 8                  | 2                  | 0                  | 2                  | 4                  |                    |
| 1965-66                                   | ЦСКА Москва                               | СССР                                      | 36                 | 25                 | 7                  | 32                 | 20                 |                    |
|                                           |                                           | КС                                        | 5?                 | 7                  |                    |                    |                    |                    |
|                                           | Сборная СССР                              | ЧМЕ                                       | 7                  | 1                  |                    |                    |                    |                    |
|                                           |                                           | ТМ, МБ                                    | 9                  | 3                  |                    |                    |                    |                    |
| 1966-67                                   | ЦСКА Москва                               | СССР                                      | 43                 | 39                 | 9                  | 48                 | 30                 |                    |
|                                           |                                           | КС                                        | 5?                 | 4                  |                    |                    |                    |                    |
|                                           | Сборная СССР                              | ЧМЕ                                       | 7                  | 11                 | 8                  | 19                 |                    |                    |
|                                           |                                           | ТМ, ТС                                    | 12                 | 8                  |                    |                    |                    |                    |
| 1967-68                                   | ЦСКА Москва                               | СССР                                      | 43                 | 29                 | 7                  | 36                 | 46                 |                    |
|                                           |                                           | КС                                        | 5?                 | 2                  |                    |                    |                    |                    |
|                                           | Сборная СССР                              | ЗОИ,ЧМЕ                                   | 7                  | 6                  |                    |                    |                    |                    |
|                                           |                                           | ТМ,ТС,ММ                                  | 11                 | 7                  |                    |                    |                    |                    |
| 1968-69                                   | ЦСКА Москва                               | СССР                                      | 38                 | 20                 |                    |                    |                    |                    |
|                                           |                                           | КС                                        | 4?                 | 1                  |                    |                    |                    |                    |
|                                           | Сборная СССР                              | ММ                                        | 2                  | 1                  |                    |                    |                    |                    |
| 1969-70                                   | ЦСКА Москва                               | СССР                                      | 43                 | 21                 |                    |                    |                    |                    |
|                                           |                                           | КС                                        | 3?                 | 2                  |                    |                    |                    |                    |
|                                           | Сборная СССР                              | ЧМЕ                                       | 7                  | 3                  |                    |                    |                    |                    |
|                                           |                                           | ТМ,ПИ                                     | 9                  | 2                  |                    |                    |                    |                    |
| 1970-71                                   | ЦСКА Москва                               | СССР                                      | 23                 | 12                 |                    |                    |                    |                    |
|                                           |                                           | КС                                        | 3?                 | 1                  |                    |                    |                    |                    |
|                                           | Сборная СССР                              | ТМ,ПИ                                     | 3                  | 1                  |                    |                    |                    |                    |
| 1972-73                                   | Крылья Советов Москва                     | СССР                                      | 30                 | 4                  | 2                  | 6                  | 12                 |                    |
| 1973-74                                   | СКА МВО Калинин                           | СССР-2                                    | 2                  | 0                  | 0                  | 0                  | 0                  |                    |
| Всего в чемпионатах СССР                  | Всего в чемпионатах СССР                  | Всего в чемпионатах СССР                  | >264               | 154                |                    |                    |                    |                    |
| Всего в Кубках страны                     | Всего в Кубках страны                     | Всего в Кубках страны                     | 25?                | 17                 |                    |                    |                    |                    |
| Всего в Еврокубках                        | Всего в Еврокубках                        | Всего в Еврокубках                        | ?                  | 5                  |                    |                    |                    |                    |
| Всего в турнирах ЗОИ и ЧМЕ (сборная СССР) | Всего в турнирах ЗОИ и ЧМЕ (сборная СССР) | Всего в турнирах ЗОИ и ЧМЕ (сборная СССР) | 28                 | 21                 |                    |                    |                    |                    |
| Всего в ТМ,ММ,ПИ,ТС (сборная СССР)        | Всего в ТМ,ММ,ПИ,ТС (сборная СССР)        | Всего в ТМ,ММ,ПИ,ТС (сборная СССР)        | 46                 | 22                 |                    |                    |                    |                    |
| Всего                                     | Всего                                     | Всего                                     | ?                  | 219                |                    |                    |                    |                    |

| Чемпионат СССР, высшая лига     | СССР   |
| Чемпионат СССР, первая лига     | СССР-2 |
| Чемпионат мира и Европы         | ЧМЕ    |
| Зимние олимпийские игры         | ЗОИ    |
| Приз «Известий»                 | ПИ,ММ  |
| Турнир Столетия Канады          | ТС     |
| Товарищеские матчи сборной СССР | ТМ     |